# Aodh Reamhar
Aodh Reamhar  (mort en 1364) est  roi de Tir Éogain de 1345 à 1364 .

## Règne
Aodh Mor Reamhar c'est-à-dire « le Fort »  est le 4e fils de Domnall mac Brian Ó Néill Il apparaît dans les Chroniques d'Irlande en 1337 lorsqu'il fait la paix avec les hommes d'Oriel et de Fermanagh qui ont tué Aed Buide Ui Neill en 1283. Toutefois dès 1335 les sources anglaises le mentionnent parmi les onze princes, 56 chevaliers et 111 écuyers irlandais qui participent à l'ost du roi Édouard III d'Angleterre dans son expédition en Écosse pour soutenir Edouard Balliol. Le sceau Aodh représente les armoiries des Ui Neill un bras armé et porte la légende latine « S. Odonis ONeill Regis Hybernicorum Vltonie » 
En 1339 il même une grande armée contre les Uí Domhnaill de Tir Connail et Áed Ó Néill et Godfraid O'Domnaill sont tués au cours de l’expédition. En 1343 il s'allie avec les Mac Sweeny contre  Niall mac Aodha Ó Domhnaill et l'année suivante ce dernier  est chassé de sa principauté par son neveu Aonhgus mac Conchobhair Ó Domhnaill, O' Baioïghill et O'Dochartaigh avec l’assistance de Aodh et du clan Mac Sweeny qui intronisent Aonhgus mac Conchobhair, seigneur de Tir Conaill.
En 1345 Aodh mène une flotte sur le lough Neagh contre le clan Aodha Buidhe ; de nombreuses personnes sont blessées ou tuées et il réussit avec l'aide du Justiciar d'Ufford à s'imposer à la tête des Ui Neill de Ti Eoghain contre le successeur de son père son cousin Énri mac Brian meic Aeda Buide du Clanna Aodha Buidhe (Clannaboy ou Clandeboye)  En 1354 il remporte enfin la victoire contre les gens d'Oriel et de Fermanagh. En 1358 son épouse meurt et il intervient une nouvelle fois en Oriel et en Ferganagh . Sa mort est relevée avec emphase par les Annales des quatre maîtres qui le présentent comme le « meilleur des Irlandais de son temps qui avait obtenu la reconnaissance par son humanité, son hospitalité, sa valeur et sa renommée » il a comme successeur son fils Niall Mór Ua Néill (mort en 1397).

## Union et postérité
De son union avec Gormfhlaith (morte en 1353/58) il avait eu:
- Brian  (mort en 1354)
- Niall Mór Ua Néill
- Domhnall
- ainsi que plusieurs filles